# Běh na 100 metrů

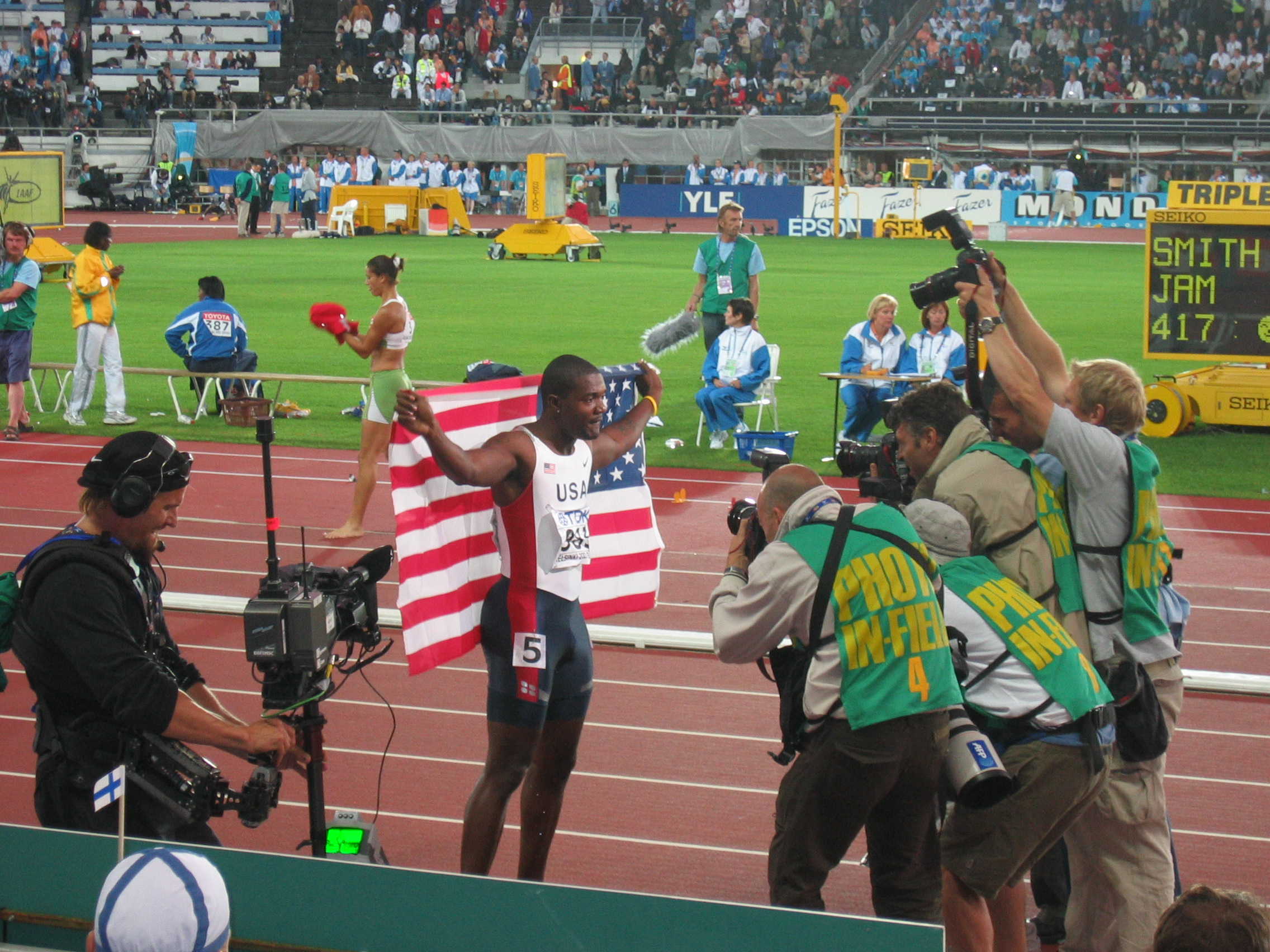
Justin Gatlin poté, co získal titul mistra světa ve sprintu na 100m (Helsinky 2005)

Běh na 100 metrů je lehkoatletický sprint, který se běží maximálním úsilím od startu do cíle. Vítěz této disciplíny na vrcholných světových soutěžích, příp. světový rekordman je považován za nejrychlejšího muže a ženu světa. Stovce se také přezdívá „královská“ atletická disciplína. Běžecká trať na 100 m se běhá v oddělených drahách širokých 122–125 cm. Trať je umístěna na jedné ze dvou rovinek na atletickém stadionu. Závodník musí startovat z nízkého startu a ze startovních bloků. Světový rekord může být uznán, pokud rychlost větru vanoucího do zad běžce je maximálně 2 m/s.

## Rychlost
Oficiálně změřená maximální rychlost při sprintu je 44,72 km/h u mužů (Usain Bolt, 2009) a 39,56 km/h u žen (Florence Griffith Joynerová, 1988). Hranicí světové extratřídy je tradičně bariéra 10 sekund u mužů a 11 sekund u žen. Pod 10 sekund už dokázalo běžet přes 80 sprinterů (k září roku 2011), donedávna všichni vesměs černé barvy pleti. Nejrychlejším „bílým“ sprinterem je Francouz Christophe Lemaitre, který v roce 2011 dosáhl výkonu 9,92 s. Před ním to byl Ital Pietro Mennea, který zaběhl tuto trať za 10,01 s v roce 1979. Po něm se to povedlo už jen Poláku Marianu Woroninovi, který využil max. podpory větru 2m/s a zaběhl v roce 1984 neoficiálně rovných 10,00 s. Obecný předpoklad je, že černí sprinteři mají víc rychlých svalových vláken v motorickém svalstvu, proto dokážou běhat rychleji. Schopnost zaběhnout stometrový sprint v čase pod 10 sekund je pojem Hranice deseti sekund.

## České rekordy
Nejrychlejším českým sprinterem na této trati je oficiálně Zdeněk Stromšík, který v roce 2018 zaběhl stovku za 10,16 sekundy. Již dříve však běžel s nedovolenou podporou větru 3 m/s stovku za 10,11 sekundy. Předchozí rekord 10,23 sekundy zaběhl roku 2010 sprinter Jan Veleba. Rekord v české ženské kategorii drží dlouhodobě běžkyně Jarmila Kratochvílová, a to časem 11,09 sekundy.

## Světové rekordy
Současný světový rekord mužů má hodnotu 9,58 s, jeho autorem je jamajský sprinter Usain Bolt, který ho zaběhl 16. srpna 2009 na Mistrovství světa v atletice 2009 v Berlíně. Odhaduje se přitom, že lidské maximum na této trati se pohybuje kolem 9,25 až 9,40 s. Ženský světový rekord drží Florence Griffith-Joyner a má hodnotu 10,49 s.

## Historie
Závod byl zpočátku provozován na trávě nebo na škvárové dráze na vzdálenost 100 yardů (91,44 m). Pod vlivem pevninské Evropy se změnil v závod na 100 m. Závodníci startovali ze stojící polohy až do roku 1887, kdy si Charles Scherrill vykopal v dráze malé dírky k lepšímu odrazu, čímž dal podnět ke vzniku startovních bloků. V letech 1928–1929 George Breshnahan a William Tuttle vynalezli startovní bloky. V roce 1937 byly startovní bloky oficiálně schváleny IAAF. Od roku 1938 je stanoveno, že světový rekord může být uznán, pokud rychlost větru vanoucího do zad běžce je maximálně 2 m/s. První experimenty s elektrickou časomírou pocházejí z první čtvrtiny 20. století. Od 1. ledna 1977 je použití elektronické časomíry pro možnost uznání světového rekordu povinné.

### Současní světoví rekordmani

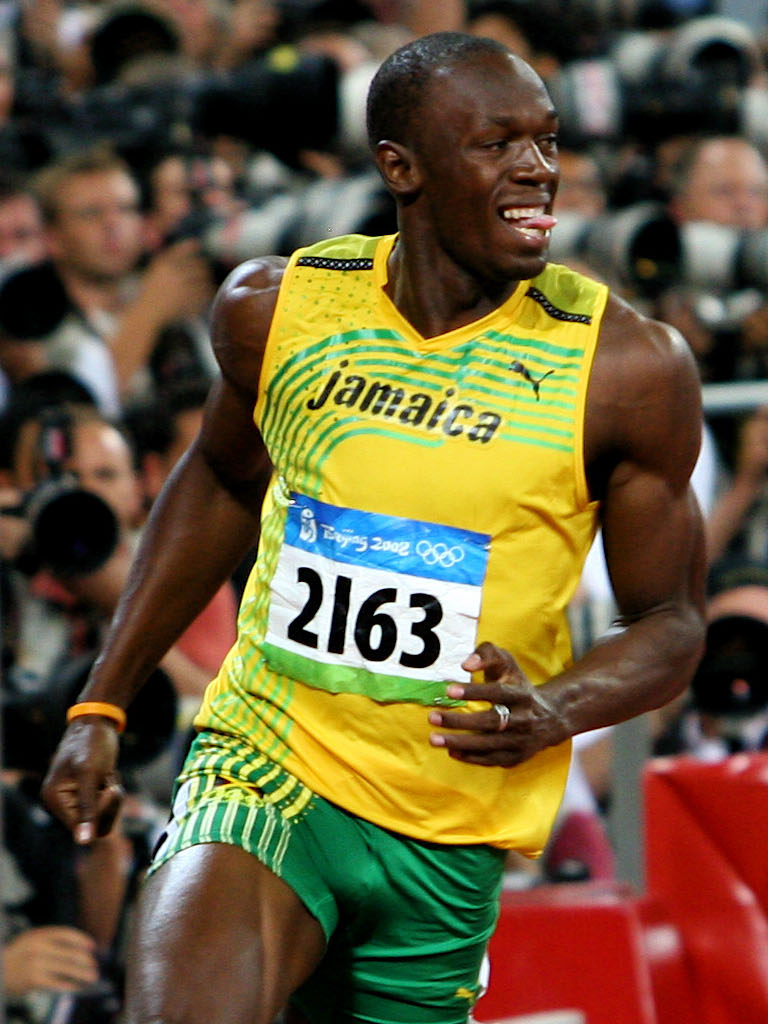
Muži – Usain Bolt 9,58 s
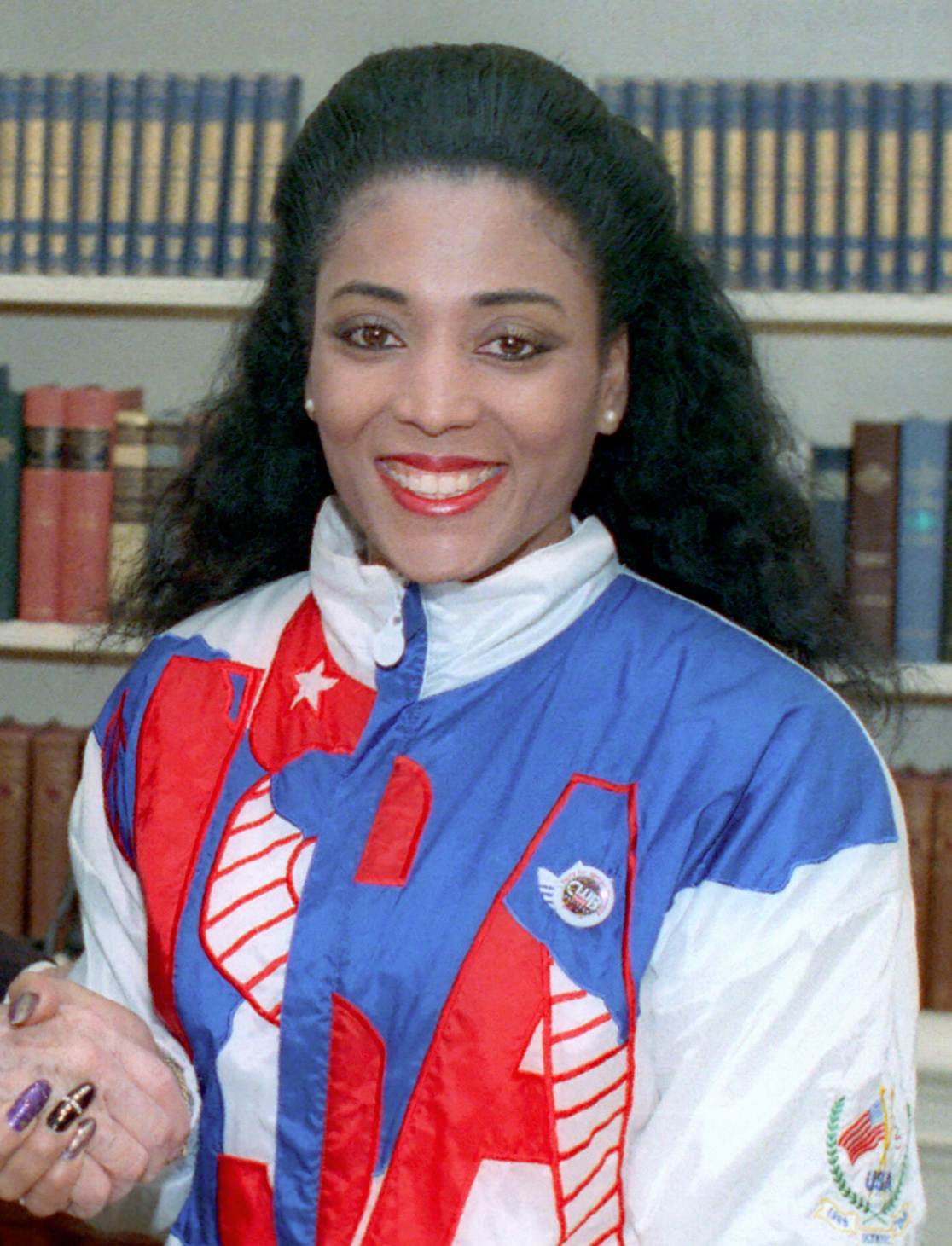
Ženy – Florence Griffith-Joynerová 10,49 s

## Současné rekordy – dráha
| Muži              |         |                 |         |        |               |
| Rekord            | Čas (s) | Atlet           | Stát    | Město  | Datum rekordu |
| Světový rekord    | 9,58    | Usain Bolt      | Jamajka | Berlín | 16. 8. 2009   |
| Olympijský rekord | 9,63    | Usain Bolt      | Jamajka | Londýn | 5. 8. 2012    |
| Rekord MS         | 9,58    | Usain Bolt      | Jamajka | Berlín | 16. 8. 2009   |
| Český rekord      | 10,16   | Zdeněk Stromšík | Česko   | Tábor  | 18. 7. 2018   |

| Ženy              |         |                             |                |              |               |
| Rekord            | Čas (s) | Atletka                     | Stát           | Město        | Datum rekordu |
| Světový rekord    | 10,49   | Florence Griffith-Joynerová | USA            | Indianapolis | 16. 7. 1988   |
| Olympijský rekord | 10,61   | Elaine Thompsonová-Herahová | Jamajka        | Tokio        | 31. 7. 2021   |
| Rekord MS         | 10,65   | Sha'Carri Richardsonová     | USA            | Budapešť     | 21. 8. 2023   |
| Český rekord      | 11,09   | Jarmila Kratochvílová       | Československo | Bratislava   | 6. 6. 1981    |

## Současné rekordy podle kontinentů
Aktualizace 15. Července 2024
| Rekord                            | Kategorie | Výkon (s) | Atlet                       | Stát              | Rok          |
| --------------------------------- | --------- | --------- | --------------------------- | ----------------- | ------------ |
| Afrika                            | Muži      | 9,77      | Ferdinand Omanyala          | Keňa              | 18. 9. 2021  |
| Afrika                            | Ženy      | 10,72     | Marie-Josée Ta Lou          | Pobřeží slonoviny | 10. 8. 2022  |
| Asie                              | Muži      | 9,83      | Su Ping-tchien              | Čína              | 1. 8. 2021   |
| Asie                              | Ženy      | 10,79     | Li Xuemei                   | Čína              | 18. 11. 1997 |
| Evropa                            | Muži      | 9,80      | Marcell Jacobs              | Itálie            | 1. 8. 2021   |
| Evropa                            | Ženy      | 10,73     | Christine Arronová          | Francie           | 19. 8. 1998  |
| Severní a střední Amerika         | Muži      | 9,58      | Usain Bolt                  | Jamajka           | 16. 8. 2009  |
| Severní a střední Amerika         | Ženy      | 10,49     | Florence Griffith-Joynerová | USA               | 16. 7. 1988  |
| Oceánie                           | Muži      | 9,93      | Patrick Johnson             | Austrálie         | 5. 5. 2003   |
| Oceánie                           | Ženy      | 11,08     | Zoe Hobbsová                | Nový Zéland       | 16. 7. 2022  |
| Jižní Amerika                     | Muži      | 9,96      | Felipe Bardi                | Brazílie          | 9. 9. 2023   |
| Jižní Amerika                     | Ženy      | 10,91     | Rosângela Santosová         | Brazílie          | 6. 8. 2017   |
| Muži na iaaf.org Ženy na iaaf.org |           |           |                             |                   |              |

## Vývoj světového rekordu (el. měření)
| Muži  |                  |            |                  |
| Čas   | Jméno            | Datum      | Místo            |
| 10,64 | Ralph Metcalfe   | 16.07.1932 | Stanford         |
| 10,53 | Eddie Tolan      | 31.07.1932 | Los Angeles      |
| 10,38 | Eddie Tolan      | 01.08.1932 | Los Angeles      |
| 10,38 | Ralph Metcalfe   | 01.08.1932 | Los Angeles      |
| 10,34 | Barney Ewell     | 09.07.1948 | Evanston         |
| 10,32 | Ray Norton       | 10.08.1958 | Thonon-les-Bains |
| 10,32 | Jocelyn Delecour | 10.08.1958 | Thonon-les-Bains |
| 10,29 | Peter Radford    | 13.09.1958 | Colombes         |
| 10,25 | Armin Hary       | 21.06.1960 | Curych           |
| 10,06 | Bob Hayes        | 15.10.1964 | Tokio            |
| 10,03 | Jim Hines        | 20.06.1968 | Sacramento       |
| 10,02 | Charles Greene   | 13.10.1968 | Ciudad de México |
| 9,95  | Jim Hines        | 14.10.1968 | Ciudad de México |
| 9,93  | Calvin Smith     | 03.07.1983 | Colorado Springs |
| 9,93  | Carl Lewis       | 30.08.1987 | Řím              |
| 9,93  | Carl Lewis       | 17.08.1988 | Curych           |
| 9,92  | Carl Lewis       | 24.09.1988 | Soul             |
| 9,90  | Leroy Burrell    | 14.06.1991 | New York         |
| 9,86  | Carl Lewis       | 25.08.1991 | Tokio            |
| 9,85  | Leroy Burrell    | 06.07.1994 | Lausanne         |
| 9,84  | Donovan Bailey   | 27.07.1996 | Atlanta          |
| 9,79  | Maurice Greene   | 16.06.1999 | Athény           |
| 9,77  | Asafa Powell     | 14.06.2005 | Athény           |
| 9,77  | Asafa Powell     | 11.06.2006 | Gateshead        |
| 9,77  | Asafa Powell     | 18.08.2006 | Curych           |
| 9,74  | Asafa Powell     | 09.09.2007 | Rieti            |
| 9,72  | Usain Bolt       | 31.05.2008 | New York         |
| 9,69  | Usain Bolt       | 16.08.2008 | Peking           |
| 9,58  | Usain Bolt       | 16.08.2009 | Berlín           |

| Ženy  |                             |            |                  |
| Čas   | Jméno                       | Datum      | Místo            |
| 11,08 | Wyomia Tyusová              | 15.10.1968 | Ciudad de México |
| 11,07 | Renate Stecherová           | 02.09.1972 | Mnichov          |
| 11,04 | Inge Heltenová              | 13.06.1976 | Fürth            |
| 11,01 | Annegret Richterová         | 25.07.1976 | Montréal         |
| 10,88 | Marlies Göhrová             | 01.07.1977 | Drážďany         |
| 10,88 | Marlies Göhrová             | 09.07.1982 | Karl-Marx-Stadt  |
| 10,81 | Marlies Göhrová             | 08.06.1983 | Berlín           |
| 10,79 | Evelyn Ashfordová           | 03.07.1983 | Colorado Springs |
| 10,76 | Evelyn Ashfordová           | 22.08.1984 | Curych           |
| 10,49 | Florence Griffith-Joynerová | 16.07.1988 | Indianapolis     |

## Nejlepší běžci a běžkyně

### Muži
Hranici 10 sekund doposud pokořilo 172 atletů (05/2023), hranici 9,90 sekund 46 z nich a hranici 9,80 sekund 11 běžců. Z tohoto hlediska je nejúspěšnějším sprinterem Asafa Powell z Jamajky, který čas pod 10 sekund zaběhl 92×, pod 9,90 sekund potom 43× a 8× běžel pod 9,80 sekund, Američan Maurice Greene běžel 53× pod 10 (11× pod 9,90). Světový rekordman Usain Bolt z Jamajky zaběhl pod 10 sekund 44 závodů, z toho ale běžel 31× pod 9,90 a 11× pod 9,80.
| Poř. | Čas  | Vítr (m/s) | Atlet               | Stát               | Datum       | Město         |
| ---- | ---- | ---------- | ------------------- | ------------------ | ----------- | ------------- |
| 1.   | 9.58 | +0,9       | Usain Bolt          | Jamajka            | 16. 8. 2009 | Berlín        |
| 2.   | 9.69 | +2.0       | Tyson Gay           | USA                | 20. 9. 2009 | Šanghaj       |
| 3.   | 9.69 | −0,1       | Yohan Blake         | Jamajka            | 23. 8. 2012 | Lausanne      |
| 4.   | 9.72 | +0,2       | Asafa Powell        | Jamajka            | 2. 9. 2008  | Lausanne      |
| 5.   | 9.74 | +0,9       | Justin Gatlin       | USA                | 15. 5. 2015 | Dauhá         |
| 6.   | 9.78 | +0,9       | Nesta Carter        | Jamajka            | 29. 8. 2010 | Rieti         |
| 7.   | 9.79 | +0,1       | Maurice Greene      | USA                | 16. 6. 1999 | Athény        |
| 8.   | 9.80 | +1,3       | Steve Mullings      | Jamajka            | 4. 6. 2011  | Eugene        |
| 9.   | 9.82 | +1,7       | Richard Thompson    | Trinidad a Tobago  | 21. 6. 2014 | Port of Spain |
| 10.  | 9.84 | +0,7       | Donovan Bailey      | Kanada             | 27. 7. 1996 | Atlanta       |
| 11.  | 9.84 | +0,2       | Bruny Surin         | Kanada             | 22. 8. 1999 | Sevilla       |
| 12.  | 9.84 | +1,3       | Trayvon Bromell     | USA                | 25. 6. 2015 | Eugene        |
| 13.  | 9.85 | +1,2       | Leroy Burrell       | USA                | 6. 7. 1994  | Lausanne      |
| 14.  | 9.85 | +1,7       | Olusoji Fasuba      | Nigérie            | 12. 5. 2006 | Dauhá         |
| 15.  | 9.85 | +1,3       | Michael Rodgers     | USA                | 4. 6. 2011  | Eugene        |
| 16.  | 9.86 | +1,2       | Carl Lewis          | USA                | 25. 8. 1991 | Tokio         |
| 17.  | 9.86 | −0,4       | Frankie Fredericks  | Namibie            | 3. 7. 1996  | Lausanne      |
| 18.  | 9.86 | +1,8       | Ato Boldon          | Trinidad a Tobago  | 19. 4. 1998 | Walnut        |
| 19.  | 9.86 | +0,6       | Francis Obikwelu    | Portugalsko        | 22. 8. 2004 | Athény        |
| 20.  | 9.86 | +1,8       | Keston Bledman      | Trinidad a Tobago  | 23. 6. 2012 | Port of Spain |
| 21.  | 9.86 | +1,3       | Jimmy Vicaut        | Francie            | 4. 7. 2015  | Saint-Denis   |
| 22.  | 9.87 | +0,3       | Linford Christie    | Spojené království | 15. 8. 1993 | Stuttgart     |
| 23.  | 9.87 | −0,2       | Obadele Thompson    | Barbados           | 11. 9. 1998 | Johannesburg  |
| 24.  | 9.88 | +1,8       | Shawn Crawford      | USA                | 19. 6. 2004 | Eugene        |
| 25.  | 9.88 | +1,0       | Walter Dix          | USA                | 8. 8. 2010  | Nottwil       |
| 26.  | 9.88 | +0,9       | Ryan Bailey         | USA                | 29. 8. 2010 | Rieti         |
| 27.  | 9.88 | +1,0       | Michael Frater      | Jamajka            | 30. 6. 2011 | Lausanne      |
| 28.  | 9.89 | +1,6       | Travis Padgett      | USA                | 28. 6. 2008 | Eugene        |
| 29.  | 9.89 | +1,6       | Darvis Patton       | USA                | 28. 6. 2008 | Eugene        |
| 30.  | 9.89 | +1,3       | Ngonidzashe Makusha | Zimbabwe           | 10. 6. 2011 | Des Moines    |
| 31.  | 9.90 | +0,4       | Nickel Ashmeade     | Jamajka            | 11. 8. 2013 | Moskva        |

### Ženy
Současný světový rekord však poslední dobou bývá stále více napadán z hlediska možného užití dopingu americkou sprinterkou. Florence Griffith-Joynerová zemřela v 38 letech na následky zadušení ve spánku. Objevily se spekulace, že mohlo jít o důsledek dlouhodobého užívání dopingu v době vrcholné kariéry (která navíc podezřele rychle skončila téměř ihned po rekordních výkonech z roku 1988). Hodnota výkonu je na věrohodnost příliš vzdálená časům dosahovaným v té době, ostatní sprinterky se totiž ani po dvaceti letech nedokázaly až na vzácné výjimky dostat pod hranici 10,75 s. 
Mimořádnost tohoto výsledku, ale i výsledků několika dalších sprinterek ve stejném rozběhu vedla k domněnce, že došlo k technické závadě na měřiči rychlosti větru, který ukazoval 0,0 m/s – údaj, který byl zcela v rozporu s větrnými podmínkami dne a s vysokými rychlostmi větru zaznamenanými ve všech ostatních sprintech před a po tomto závodě, stejně jako na souběžné dráze pro skok do dálky v době běhu Griffith-Joynerové. Všechny vědecké studie zadané IAAF a nezávislými organizacemi od té doby potvrdily, že v té době určitě foukal nelegální zadní vítr o rychlosti mezi 5 m/s až 7 m/s. To by mělo anulovat legálnost rekordu, IAAF se však rozhodla tento postup neuplatnit. Legitimní nejlepší výkon při povolené rychlosti větru by tedy byl výkon Griffith-Joynerové 10,61 s ve finále následujícího dne.
Teprve po roce 2020 se jamajské sprinterky Elaine Thompsonová-Herahová a Shelly-Ann Fraserová-Pryceová začaly světovému rekordu opakovaně přibližovat. V roce 2021 obě překonaly výkon Griffith-Joynerové z finálového rozběhu.
| Poř. | Čas   | Vítr (m/s) | Atletka                       | Stát      | Datum        | Město        |
| ---- | ----- | ---------- | ----------------------------- | --------- | ------------ | ------------ |
| 1.   | 10,49 | 0,0        | Florence Griffith-Joynerová   | USA       | 16. 7. 1988  | Indianapolis |
| 2.   | 10,54 | +0,9       | Elaine Thompsonová-Herahová   | Jamajka   | 21. 8. 2021  | Eugene       |
| 3.   | 10,60 | +1,7       | Shelly-Ann Fraserová-Pryceová | Jamajka   | 26. 8. 2021  | Lausanne     |
| 4.   | 10,64 | +1,2       | Carmelita Jeterová            | USA       | 20. 9. 2009  | Šanghaj      |
| 5.   | 10,65 | +0,5       | Sha'Carri Richardsonová       | USA       | 21. 8. 2023  | Budapešť     |
| 5.   | 10,65 | +1,1       | Marion Jonesová               | USA       | 12. 9. 1998  | Johannesburg |
| 7.   | 10,73 | +2.0       | Christine Arronová            | Francie   | 19. 8. 1998  | Budapešť     |
| 8.   | 10,74 | +1,3       | Merlene Otteyová              | Jamajka   | 7. 9. 1996   | Milán        |
| 9.   | 10,75 | +0,4       | Kerron Stewartová             | Jamajka   | 10. 7. 2009  | Řím          |
| 10.  | 10,76 | +1,7       | Evelyn Ashfordová             | USA       | 22. 8. 1984  | Curych       |
| 10.  | 10,76 | +1,1       | Veronica Campbellová-Brownová | Jamajka   | 31. 5. 2011  | Ostrava      |
| 11.  | 10,77 | +0,9       | Irina Privalovová             | Rusko     | 6. 7. 1994   | Lausanne     |
| 11.  | 10,77 | +0,7       | Ivet Lalovová                 | Bulharsko | 19. 6. 2004  | Plovdiv      |
| 12.  | 10,78 | +1,0       | Dawn Sowell                   | USA       | 3. 6. 1989   | Provo        |
| 12.  | 10,78 | +1,5       | Torri Edwardsová              | USA       | 28. 6. 2008  | Eugene       |
| 13.  | 10,79 | 0,0        | Xuemei Li                     | Čína      | 18. 10. 1997 | Šanghaj      |
| 13.  | 10,79 | -0,1       | Inger Millerová               | USA       | 22. 8. 1999  | Sevilla      |
| 13.  | 10,79 | +1,1       | Blessing Okagbareová          | Nigérie   | 27. 7. 2013  | Londýn       |
| 13.  | 10,79 | +1,8       | English Gardnerová            | USA       | 26. 6. 2015  | Eugene       |
| 14.  | 10,80 | +0,8       | Tori Bowieová                 | USA       | 18. 7. 2014  | Monako       |

## Olympijští vítězové
Nejlepší muži na olympijské trati jsou Usain Bolt, který zlatou medaili z LOH v Pekingu 2008 dokázal o 4 roky později v Londýně obhájit a Carl Lewis, který dokázal zvítězit v Los Angeles 1984 a po diskvalifikaci Bena Johnsona získal zlato i v Soulu 1988. Ženy poprvé běžely na olympiádě v roce 1928 v Amsterodamu. Nejlepší ženou je Wyomia Tyusová a Gail Deversová, obě získaly zlaté medaile na dvou hrách.
Nejúspěšnější zemí jsou USA, jejichž sportovci v běhu na 100 m získali zatím 53 medailí.
| USA - 100 m | Zlato | Stříbro | Bronz | Celkem |
| ----------- | ----- | ------- | ----- | ------ |
| Muži        | 16    | 13      | 8     | 37     |
| Ženy        | 9     | 5       | 2     | 16     |
| Celkem      | 25    | 18      | 10    | 53     |

## Mistři světa
Nejvíce titulů mistra světa si odnesli Carl Lewis (1983, 1987, 1991), Maurice Greene (1997, 1999, 2001) a Usain Bolt (2009, 2013, 2015) po třech. Mezi ženami je nejúspěšnější Marion Jonesová (1997, 1999), která získala dva tituly mistryně světa. Nejvíce titulů získali sportovci USA, celkem 11, z toho 5 ženy. V roce 2003 zvítězila Američanka Kelli White, ale byla usvědčena z dopingu, a tak musela zlatou medaili vrátit. Nejlepšími Evropany jsou Brit Linford Christie, který získal zlato na olympiádě v Barceloně 1992, titul mistra světa ve Stuttgartu 1993 a tři tituly mistra Evropy (1986, 1990, 1994). Trojnásobný mistr Evropy je i Ukrajinec Valerij Borzov (1969, 1971, 1974), který získal i zlato na olympiádě v Mnichově 1972. V ženách kraluje Němka Marlies Göhrová, mistryně světa (1983) a mistryně Evropy (1978, 1982 a 1986).

## Zajímavosti
- Průměrná rychlost při současném světovém rekordu mužů (čas 9,58 s) činí 10,44 m/s (37,58 km/h), u žen (čas 10,49 s) pak 9,53 m/s (34,32 km/h). Rekordman - muž tedy běžel průměrně každou sekundu o 91 cm dále než žena - rekordmanka (což odpovídá rozdílu 3,26 km/h). V cíli by rozdíl znamenal přibližně 8,7 metru. Je však třeba zmínit, že obvykle běhají nejrychlejší ženy podstatně pomaleji než rekordmanka Florence Griffith Jonesová, zhruba kolem 10,80 s.[13] V mužském sprintu se nejvyšší dosažená rychlost v průběhu posledního století výrazně zvyšovala (od hodnoty 36,9 km/h ve 20. letech minulého století až po 44,7 km/h v roce 2009).[14]